# Summer H. Howell
Summer H. Howell (Manitoba, 22 maggio 2004) è un'attrice canadese.
Ha interpretato il ruolo di Alice Pierce in La maledizione di Chucky e un cameo nel Il culto di Chucky, Nascien in Garm Wars: L'ultimo druido, Anna (da bambina) in The Midnight Man, Margot Sleator (all'età di 11 anni) in Channel Zero: No End house e altri ruoli minori in serie tv come Sunnyside. Ha vinto il Joey Award Vancouver nel 2014.

## Filmografia

### Cinema
- La maledizione di Chucky (Curse of Chucky), regia di Don Mancini (2013)
- Garm Wars - L'ultimo druido (Garm Wars: The Last Druid), regia di Mamoru Oshii (2014)
- The Midnight Man, regia di Travis Zariwny (2016)
- Il culto di Chucky (Cult of Chucky), regia di Don Mancini (2017) (cameo)
- Nuvole (Clouds), regia di Justin Baldoni (2020)
- Wolf Hunter (Hunter Hunter), regia di Shawn Linden (2020)
- Time Cut, regia di Hannah Macpherson (2024)

### Televisione
- Sunnyside – serie TV, 1 episodio (2015)
- Channel Zero – serie TV, 3 episodi (2017)

## Doppiatrici italiane
Nelle versioni in italiano delle opere in cui ha recitato, Summer H. Howell è stato doppiato da:
- Francesca Rovaris in Time Cut
- Chiara Fabiano in The Midnight Man